# Імаї Тадасі
Тада́сі Іма́ї  (яп. 今井 正 Імаї Тадасі, 8 січня 1912, Шібуя, Токіо — 22 листопада 1991, Сока, префектура Сайтама)  — японський кінорежисер і сценарист «лівого» штибу, видатний представник соціал-демократичного напряму в японському кіно, відомий низкою значимих соціально-реалістичних кінострічок, що відбивають такі суспільно значимі соціальні проблеми Японії, як працю на знос (див. каросі), безробіття, махінації компаній-монополістів, несправедливість суду, жорстокість поліції тощо. Громадський діяч-комуніст, лауреат Премії Миру від Японського комітету захисту миру (1951).

## Біографія та кар'єра
Тадасі Імаї народився 8 січня 1912 року в токійському районі Шібуя; його батьком був священик буддійського храму, що дав синові традиційне виховання. Навчався на історика в Токійському університеті, проте в цей період також захопився ідеями марксизму та вступив до лав молодіжної комуністичної організації; участь в радикальних акціях привела до його декількох арештів і, урешті-решт, позбавила його можливості закінчити освіту. Згодом Тадасі Імаї став членом компартії Японії.
У 1935 році Імаї почав діяльність в кіно на позиції помічника режисера в J.O. Studio, що було, принаймні, частково вимушеним заходом через більші труднощі влаштуватися в інші місця через неблагонадійність. Власна режисерська робота Імаї розпочалася з 1939 року, в період Другої світової війни, і її початок включав декілька кінофільмів на замовлення, що мали націоналістичну спрямованість і суперечать власним переконанням режисера.
Перші його значимі стрічки Імаї з'являються після 1950-го року, починаючи зі знятого на заснованій Імаї кіностудії «Сінсей ейга» фільму «А все-таки ми живемо!» (1951) — першої японської кінострічки, знятої незалежно від великих студій з великим капіталом і роблячи його відомим, незважаючи на цензуру та спроби заборонити творчість Імаї як комуністичну пропаганду, як в самій Японії, так і за її межами, включаючи СРСР.
Багато фільмів Імаї присвячені тій або іншій гострій соціальній проблемі країни. Згаданий вище фільм «А все-таки ми живемо!» співчутливо оповідає про долю безробітного, що з усіх сил намагається забезпечити сім'ю хоча б жменькою рису, засуджуючи сучасний йому японський режим. Трисерійна кстрічка «Каламутний потік» (1953—1954) і частково «Повість про жорстокість бусідо» (1963) показують жорсткість і жорстокість японської феодальної системи. Низка фільмів має антивоєнний характер.
Стрічка «Морок посеред дня» (1956) взагалі є прикладом втручання кінематографіста в політичну боротьбу, викриваючи реальний сфабрикований поліцією для компрометації робітничої молоді процес проти чотирьох молодих робітників, звинувачених у пограбуванні й убивстві літнього подружжя, і зігравши вирішальну роль для його закриття та звільнення несправедливо звинувачених.
Вважається, що творчість Тадасі Імаї зазнала значного впливу італійських неореалістів, зокрема, Вітторіо де Сіки. В той же час багато критиків відмічали, що його творчість ніколи не відрізнялася особливою сентиментальністю, називаючи його стилістику «наканай- реалізмом» («реалізмом без сліз»). Творчий почерк Імаї частенько характеризується як грубуватий, позбавлений послідовності та «стилю», проте це ті ж самі елементи, які надають його фільмам відчуття чесності, щирості й природності, якими він відомий. Принципово соціально-орієнтовані фільми Імаї особливо популярні серед критиків і глядачів, що відкидають естетично-стилістичну творчість режисерів «Нової хвилі».
Тадасі Імаї помер 22 листопада 1991 року в місті Сока, невдовзі після закінчення зйомок свого останнього фільму «Війна і юність».

## Фільмографія
| Рік  | Назва українською                  | Оригінальна назва (транскрипція) | Режисер | Сценарист |
| ---- | ---------------------------------- | -------------------------------- | ------- | --------- |
| 1939 | Кадетська школа в Нумадзу          | Numazu heigakkō                  | Так     |           |
| 1941 |                                    | Kêkkon no seitaî                 | Так     |           |
| 1943 | Загін смертників на дозорній вишці | Bôrô no kesshitai                | Так     |           |
| 1944 |                                    | Ikarî no umi                     | Так     |           |
| 1946 | Вороги народу                      | Minshu no teki                   | Так     |           |
| 1947 |                                    | Chikagai nijuyojikan             | Так     |           |
| 1947 | Війна і мир                        | Sensô to heiwa                   | Так     |           |
| 1949 | Блакитні гори. Частина 1           | Aoi sanmyaku                     | Так     | Так       |
| 1949 | Блакитні гори. Частина 2           | Zoku aoi sanmyaku                | Так     | Так       |
| 1950 | Ми ще зустрінемося                 | Mata au hi made                  | Так     |           |
| 1951 | А все-таки ми живемо!              | Dokkoi ikiteru                   | Так     |           |
| 1953 | Обеліск червоних лілій             | Himeyuri no to                   | Так     |           |
| 1953 | Каламутний потік                   | Nigorie                          | Так     |           |
| 1955 | Коли кохаєш                        | Aisureba koso                    | Так     |           |
| 1955 | Тут є джерело                      | Koko ni izumi ari                | Так     |           |
| 1956 | Морок посеред дня                  | Mahiru no ankoku                 | Так     |           |
| 1957 | Рис                                | Kome                             | Так     |           |
| 1957 | Повість про чисте кохання          | Jun'ai monogatari                | Так     |           |
| 1958 | Нічний барабан                     | Yoru no tsuzumi                  | Так     |           |
| 1959 | Кіку та Ісаму                      | Kiku to Isamu                    | Так     |           |
| 1962 | Японська бабуся                    | Kigeki: Nippon no oba-chan       | Так     |           |
| 1963 | Повість про жорстокість бусідо     | Bushidô zankoku monogatari       | Так     |           |
| 1964 | Це сталося в Етіго                 | Echigo tsutsuishi oyashirazu     | Так     |           |
| 1964 | Помста                             | Adauchi                          | Так     |           |
| 1967 |                                    | Satogashi ga kowareru toki       | Так     |           |
| 1969 | Річка без мосту                    | Hashi no nai kawa                | Так     |           |
| 1974 | Юні морські піхотинці              | Kaigun tokubetsu nensho-hei      | Так     |           |
| 1972 | О, мої безмовні друзі              | Aa koe naki tomo                 | Так     |           |
| 1976 | Одержимість                        | Yoba                             | Так     |           |
| 1976 | Брат і сестра                      | Ani imôto                        | Так     |           |
| 1981 | Сніг                               | Yuki                             | Так     |           |
| 1982 |                                    | Himeyuri no Tô                   | Так     |           |
| 1991 | Війна і юність                     | Sensou to seishun                | Так     |           |

## Визнання
Трисерійна кінострічка «Річка без мосту» (1969) за однойменним романом Суе Сумії була включена японською кінокритикою до числа найкращих десяти фільмів року. Низка фільмів Імаї була відзначена ще престижнішими професійними та фестивальними кінонагородами та номінаціями:
| Рік                                   | Категорія                               | Фільм                                   | Результат |
| ------------------------------------- | --------------------------------------- | --------------------------------------- | --------- |
| Премія Майніті                        |                                         |                                         |           |
| 1947                                  | Найкращий режисер                       | Вороги народу                           | Перемога  |
| 1951                                  | Найкращий фільм                         | Ми ще зустрінемося                      | Перемога  |
| 1954                                  | Найкращий фільм                         | Каламутний потік                        | Номінація |
| 1954                                  | Найкращий режисер                       | Каламутний потік                        | Перемога  |
| 1957                                  | Найкращий фільм                         | Морок посеред дня                       | Номінація |
| 1957                                  | Найкращий режисер                       | Морок посеред дня                       | Номінація |
| 1958                                  | Найкращий фільм                         | Рис                                     | Перемога  |
| 1958                                  | Найкращий режисер                       | Рис Повість про чисте кохання           | Перемога  |
| 1960                                  | Найкращий фільм                         | Кіку та Ісаму                           | Перемога  |
| 1992                                  | Спеціальна нагорода за сукупність робіт | Спеціальна нагорода за сукупність робіт | Перемога  |
| Премія Kinema Junpo                   |                                         |                                         |           |
| 1951                                  | Найкращий фільм                         | Ми ще зустрінемося                      | Перемога  |
| 1954                                  | Найкращий фільм                         | Каламутний потік                        | Перемога  |
| 1957                                  | Найкращий фільм                         | Морок посеред дня                       | Перемога  |
| 1957                                  | Найкращий режисер                       | Морок посеред дня                       | Перемога  |
| 1958                                  | Найкращий фільм                         | Рис                                     | Перемога  |
| 1958                                  | Найкращий режисер                       | Рис                                     | Перемога  |
| 1960                                  | Найкращий фільм                         | Кіку та Ісаму                           | Перемога  |
| 1960                                  | Найкращий режисер                       | Кіку та Ісаму                           | Перемога  |
| Премія «Блакитна стрічка»             |                                         |                                         |           |
| 1951                                  | Найкращий фільм                         | Ми ще зустрінемося                      | Перемога  |
| 1951                                  | Найкращий режисер                       | Ми ще зустрінемося                      | Перемога  |
| 1954                                  | Найкращий фільм                         | Каламутний потік                        | Перемога  |
| 1954                                  | Найкращий режисер                       | Морок посеред дня                       | Перемога  |
| 1957                                  | Найкращий фільм                         | Морок посеред дня                       | Перемога  |
| 1957                                  | Найкращий режисер                       | Морок посеред дня                       | Перемога  |
| 1958                                  | Найкращий фільм                         | Рис                                     | Перемога  |
| 1958                                  | Найкращий режисер                       | Рис Повість про чисте кохання           | Перемога  |
| 1960                                  | Найкращий фільм                         | Кіку та Ісаму                           | Перемога  |
| Каннський міжнародний кінофестиваль   |                                         |                                         |           |
| 1954                                  | Гран-прі кінофестивалю                  | Каламутний потік                        | Номінація |
| 1957                                  | Золота пальмова гілка                   | Рис                                     | Номінація |
| Берлінський міжнародний кінофестиваль |                                         |                                         |           |
| 1958                                  | Золотий ведмідь                         | Повість про чисте кохання               | Номінація |
| 1958                                  | Срібний ведмідь за найкращу режисуру    | Повість про чисте кохання               | Перемога  |
| 1963                                  | Золотий ведмідь                         | Повість про жорстокість бусідо          | Перемога  |
| Монреальський кінофестиваль           |                                         |                                         |           |
| 1991                                  | Приз екуменічного журі                  | Війна і юність                          | Перемога  |
| Кінопремія Nikkan Sports              |                                         |                                         |           |
| 1991                                  | Спеціальна нагорода за сукупність робіт | Спеціальна нагорода за сукупність робіт | Перемога  |
| Премія Японської академії             |                                         |                                         |           |
| 1992                                  | Премія за життєвий внесок               | Премія за життєвий внесок               | Перемога  |